# العلاقات البحرينية الرواندية
العلاقات البحرينية الرواندية هي العلاقات الثنائية التي تجمع بين البحرين ورواندا.

## مقارنة بين البلدين
هذه مقارنة عامة ومرجعية للدولتين:
| وجه المقارنة                                              | البحرين       | رواندا                                        |
| --------------------------------------------------------- | ------------- | --------------------------------------------- |
| المساحة (كم2)                                             | 765           | 26.34 ألف                                     |
| عدد السكان (نسمة)                                         | 1.49 مليون    | 12.21 مليون                                   |
| الكثافة السكانية (ن./كم²)                                 | 194.77 ألف    | 463.55                                        |
| العاصمة                                                   | المنامة       | كيغالي                                        |
| اللغة الرسمية                                             | اللغة العربية | اللغة الكينيارواندا، لغة إنجليزية، لغة فرنسية |
| العملة                                                    | دينار بحريني  | فرنك رواندي                                   |
| الناتج المحلي الإجمالي (بليون دولار)                      | 35.31 مليار   | 9.14 مليار                                    |
| الناتج المحلي الإجمالي (تعادل القوة الشرائية) بليون دولار | 64.16 مليار   | 20.46 مليار                                   |
| الناتج المحلي الإجمالي الاسمي للفرد دولار أمريكي          | 22.60 ألف     | 697                                           |
| الناتج المحلي الإجمالي للفرد دولار أمريكي                 | 45.50 ألف     | 1.66 ألف                                      |
| مؤشر التنمية البشرية                                      | 0.824         | 0.483                                         |
| رمز المكالمات الدولي                                      | +973          | +250                                          |
| رمز الإنترنت                                              | .bh           | .rw                                           |
| المنطقة الزمنية                                           | ت ع م+03:00   | ت ع م+02:00                                   |

## منظمات دولية مشتركة
يشترك البلدان في عضوية مجموعة من المنظمات الدولية، منها:
| علم المنظمة | اسم المنظمة                               | تاريخ انضمام البحرين | تاريخ انضمام رواندا |
| ----------- | ----------------------------------------- | -------------------- | ------------------- |
|             | يونسكو                                    | 18 يناير 1972        | 7 نوفمبر 1962       |
|             | وكالة ضمان الاستثمار متعدد الأطراف        | 12 أبريل 1988        | 27 سبتمبر 2002      |
|             | الأمم المتحدة                             | 21 سبتمبر 1971       | 18 سبتمبر 1962      |
|             | الاتحاد البريدي العالمي                   | ?                    | ?                   |
|             | البنك الدولي للإنشاء والتعمير             | 15 سبتمبر 1972       | 30 سبتمبر 1963      |
|             | الاتحاد الدولي للاتصالات                  | 1975                 | 12 ديسمبر 1962      |
|             | منظمة حظر الأسلحة الكيميائية              | ?                    | ?                   |
|             | مؤسسة التمويل الدولية                     | 22 سبتمبر 1995       | 6 نوفمبر 1975       |
|             | المركز الدولي لتسوية المنازعات الاستشارية | 15 مارس 1996         | 14 نوفمبر 1979      |
|             | منظمة التجارة العالمية                    | ?                    | ?                   |
|             | منظمة الشرطة الجنائية الدولية             | ?                    | ?                   |

## وصلات خارجية
- موقع وزارة الخارجية البحرينية
- موقع وزارة الخارجية الرواندية